# Estação Hospitales (Metrô de Santiago)
A Estação Hospitales é uma das estações do Metrô de Santiago,  situada em Santiago, entre a Estação Puente Cal y Canto e a Estação Plaza Chacabuco. Faz parte da Linha 3.
Foi inaugurada em 22 de janeiro de 2019. Localiza-se na Avenida Independencia com Profesor Zañartú. Atende a comuna de Independencia.